# 白鳥さゆり
白鳥 さゆり（しらとり さゆり）は、日本で活動する台湾出身のタレント·モデル。NOIR所属。

## 出演

### テレビ
レギュラー
- 原口・はなわの踊る!すまいる大御殿（RKB毎日放送制作）

### テレビドラマ
- 福岡恋愛白書10 〜十回目の鈴が鳴るとき〜（九州朝日放送、2015年3月27日）